# Eufriesea elegans
Eufriesea elegans là một loài Hymenoptera trong họ Apidae. Loài này được Lepeletier mô tả khoa học năm 1841.